# Генерал-ад'ютант

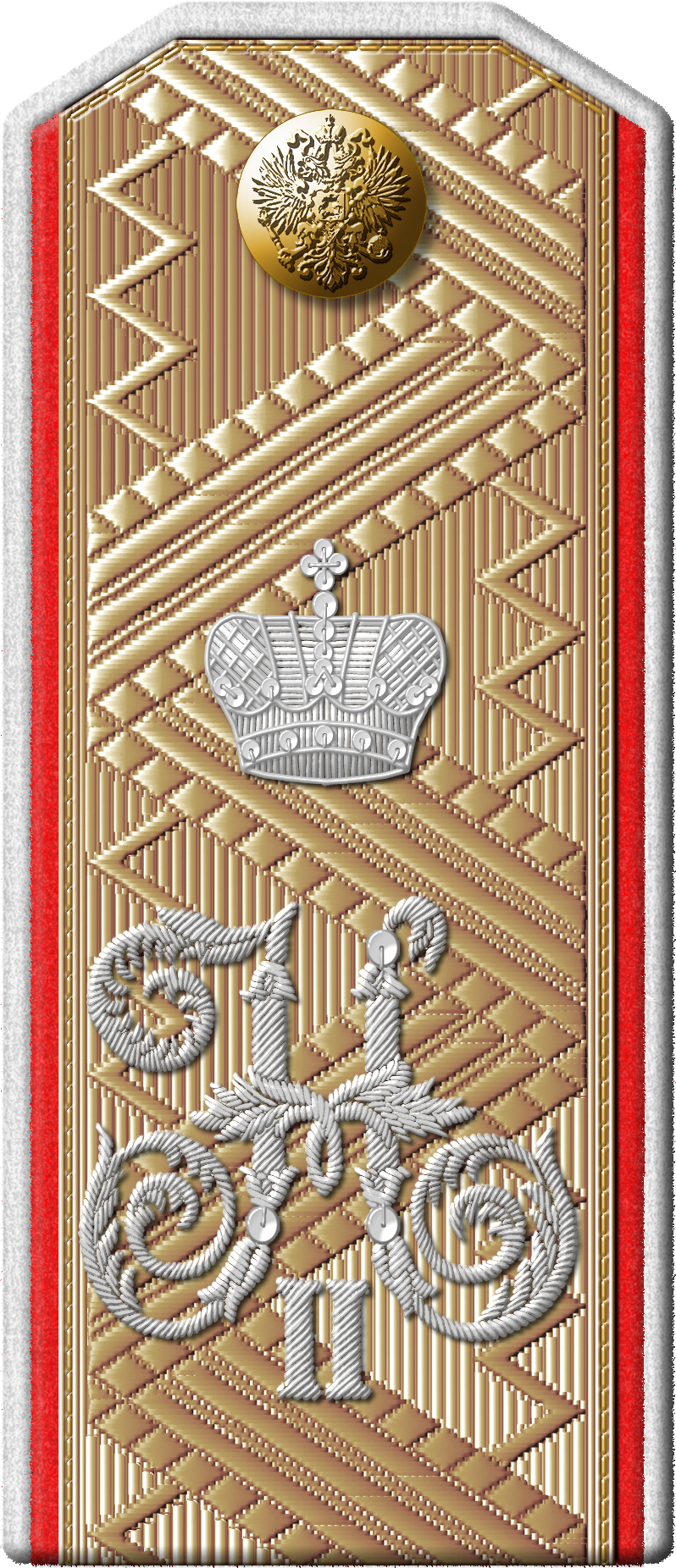
Погон генерал-ад'ютанта російської імператорської армії

Генера́л-ад'юта́нт — військове, потім лише почесне надвірне звання і посада в російській армії, вперше введено Петром I для осіб, що були старшими ад'ютантами при імператорові, генерал-фельдмаршалові, їх помічниках та при повних генералах.
Генерал-ад'ютант при царі очолював похідну канцелярію, а при генерал-фельдмаршалові та його помічнику виконував ад'ютантські обов'язки і відав діловодством при штабі.
З 1808 року звання генерала-ад'ютанта стало використовуватися як почесне звання вищих чинів, що зараховуються в почет монарху. Присвоювалося воно повним генералам і генерал-лейтенантам. Цього звання удостоювалися також і інші вищі військові чини за заслуги.
Скоропадський Павло Петрович був генерал-ад'ютантом.